# Iglesia del Santísimo Cristo del Salvador (Valencia)
La real iglesia del Santísimo Cristo del Salvador, en la ciudad de Valencia, se ubica en la calle Trinitarios, N.º 1, cercana a la catedral y junto a la Facultad de Teología. Se trata de un edificio religioso con obras que se inician en el siglo XIII con arquitectura medieval y se prolongan hasta el siglo XIX en estilo neoclasicista.

## Descripción
Se trata de una de las iglesias levantadas tras la conquista en el siglo XIII, sobre una mezquita. Levantándose una nueva construcción un siglo más tarde, de la que se conserva el campanario románico, uno de los más antiguos de la ciudad. En el siglo XVI se reedificó gran parte de la iglesia. A instancias del venerable Domingo Sarrió en el siglo XVII, entre 1663 y 1666, se renovó la iglesia con una decoración interior barroca. La decoración actual del templo es de estilo neoclásico debido a la última intervención llevada a cabo entre 1826 y 1829 a cargo de Manuel Fornés y Gurrea, arquitecto académico, realizando nuevamente el presbiterio. 
Se trata de una iglesia de planta rectangular de una sola nave con pequeñas capillas laterales entre contrafuertes. Está dividida en seis tramos y presenta cabecera poligonal, aunque visualmente al interior parece recta. El tramo más cercano a los pies, a modo de zaguán, está separado del resto por tres vanos sustentados por dos columnas. La nave está cubierta con bóveda de cañón con lunetas de perfil curvo. El alzado interior se estructura con semicolumnas corintias de jaspe rojo en cuyos intercolumnios se sitúan los arcos formeros de medio punto que dan paso a las capillas laterales. Sobre estas se desarrolla un arquitrabe con un friso decorado con ovas y dentículos. La cabecera tiene columnas exentas, idénticas a las del resto del templo, mediante las cuales se crean retranqueos que ocultan la forma poligonal de la misma, sobre estas se dispone el entablamento desarrollándose por encima un relieve dorado. En el centro se sitúa la talla medieval del Cristo Crucificado. La iglesia está ricamente decorada con jaspes en los fustes de las columnas, dorados en los capiteles, friso con roleos y la cornisa con ovas y dentículos entre otros detalles ornamentales. Cabe destacar las pinturas que a modo de plafones se sitúan en el centro de la bóveda. Las pinturas de la nave fueron realizadas por Vicente Castelló y Amat con cinco escenas de la Pasión; mientras que en el presbiterio fue representado el Padre Eterno por Francisco Llácer Valdermont. Estas pinturas se realizaron en el primer tercio del siglo XIX. 

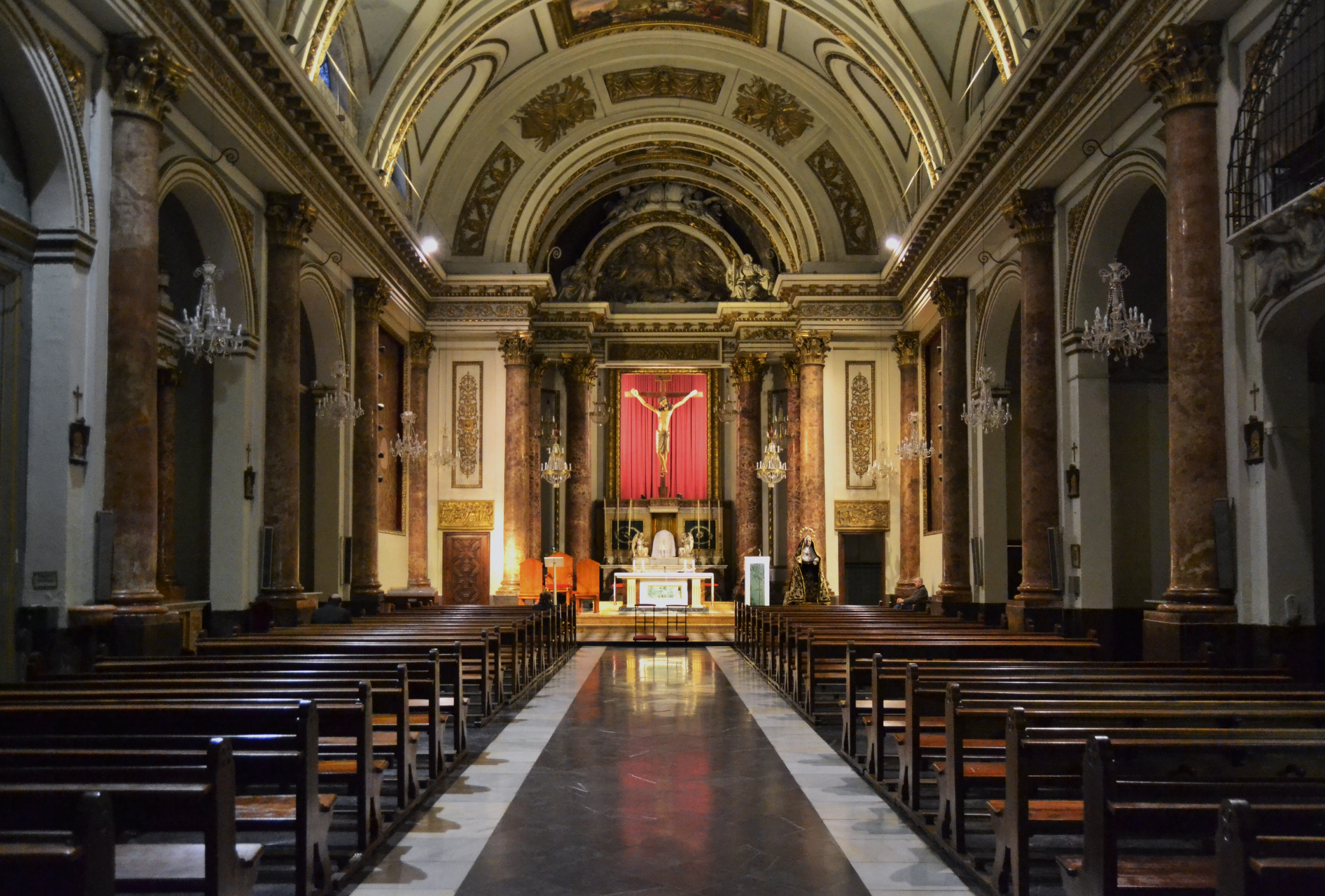
Vista interior

Por el lado de la epístola desde el tramo a los pies de la iglesia se accede a la capilla de la Comunión. De planta rectangular está dividida en dos espacios por un arco fajón. Fue realizada en el siglo XVII, realizándose reformas un siglo más tarde. Está cubierta con una bóveda rebajada decorada con pinturas al fresco por Vicente López Portaña. 
De las pinturas originales solamente se conserva una parte ya que tras la Guerra Civil fueron repintadas la mayoría. 
A la derecha de la cabecera se encuentra la torre campanario, levantada en el siglo XIV, realizada en sillería. Es de planta cuadrada con el cuerpo de campanas horadado por dos vanos de medio punto por lado. En el siglo XVI fue cuando se realizó la nueva fábrica del templo ampliándolo por la cabecera, la construcción del coro, el altar mayor, la sacristía y el archivo. La iglesia fue cubierta con bóveda de crucería. En la actualidad se conserva con esta bóveda el tramo de los pies. 
La portada de la calle Salvador es adintelada con una cornisa con pináculos bulbosos que flanquean una hornacina con la imagen del Cristo Crucificado. La portada lateral recayente a la calle Trinitarios es también muy sencilla, adintelada con una hornacina en la parte superior. 
En 1902 tras el arreglo parroquial perdió su parroquialidad pasando a Santa Mónica quedando bajo su tutela.
En 2010 se decretó la cesión del uso de la Real Iglesia de El Salvador de Valencia al Colegio Mayor-Seminario de la Presentación de la Bienaventurada Virgen María en el Templo y Santo Tomás de Villanueva.